# Kay Francis

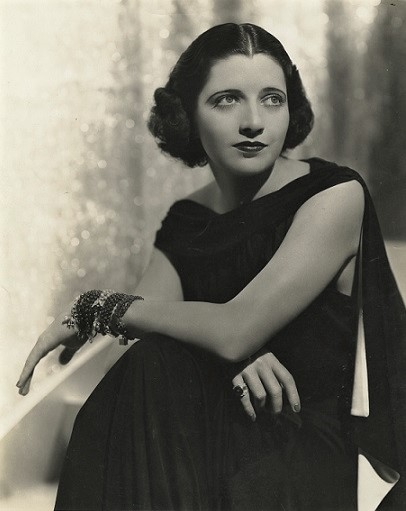
Kay Francis, 1930er Jahre, Fotograf: Elmer Fryer (1898–1944)

Kay Francis, geborene Katherine Edwina Gibbs (* 13. Januar 1905 in Oklahoma City, Oklahoma; † 26. August 1968 in New York City), war eine US-amerikanische Schauspielerin. Sie war einer der größten und bestbezahlten weiblichen Stars der 1930er Jahre in Hollywood. Kay Francis trat häufig in „woman’s pictures“ auf.

## Leben und Karriere

### Frühes Leben und Durchbruch bei Paramount
Kay Francis war die Tochter von Joseph Sprague Gibbs und Katharine Clinton (geb. Francis), einer Sängerin und Schauspielerin. Nach ihrem Schulabschluss machte sie zunächst eine Ausbildung zur Sekretärin. Nach einer gescheiterten Ehe spielte sie seit 1925 unter dem Namen „Katherine Francis“ einige Nebenrollen am Broadway, ohne sonderliche Erfolge zu feiern. Trotz eines Sprachfehlers – sie sprach das 'r' eher als 'w' aus – bekam sie dank der Fürsprache von Walter Huston, mit dem sie 1928 in Elmer, the Great auftrat, einen Studiovertrag bei Paramount. Sie gab ihr Leinwanddebüt 1929 noch unter dem Namen „Katherine Francis“ in Gentlemen of the Press an der Seite von Walter Huston. Der Film wurde in den New Yorker Astoria Studios gedreht, und erst Mitte 1929 verlegte die Schauspielerin, die sich jetzt offiziell „Kay Francis“ nannte, ihren Lebensmittelpunkt nach Hollywood. Den Durchbruch zur Leading Lady schaffte die Schauspielerin 1930 neben William Powell in Street of Chance. Als Leinwandpaar drehten Powell und Francis noch fünf weitere Filme, darunter Ein Dieb mit Klasse und Reise ohne Wiederkehr.
Schon in ihren frühesten Filmen wurde Kay Francis für ihr Talent berühmt, selbst ungewöhnliche und opulente Filmkostüme von Kostümbildnern wie Travis Banton und Orry-Kelly mit der größten Selbstverständlichkeit zu tragen. Zunehmend wuchs ihre Popularität unter den weiblichen Zuschauern, die weniger das dramatische Talent der Schauspielerin schätzten, sondern ihre Auftritte in ständig wechselnden spektakulären Outfits. Im Jahr 1936 wurde Francis zur bestgekleideten Hollywoodschauspielerin gewählt. Die Filmzeitschriften zählten sie neben Carole Lombard und Marlene Dietrich zu den bedeutenden weiblichen Trendsettern in Modefragen.
Die Filmhistorikerin Janine Basinger fasste die Talente von Francis zusammen:

“Obviously, Kay Francis can't act. Acting is not what she is doing on-screen. Being there is what she is doing, at at that she is an Olympic champion. She is presence, not talent.”

„Es ist offensichtlich, dass Kay Francis nicht schauspielern kann. Eine Rolle spielen ist aber auch nicht das, was sie auf der Leinwand tut. Sie beherrscht jede Szene und darin ist sie ein olympischer Champion. Sie ist Präsenz, nicht Talent.“

### Wechsel zu Warner Bros. und Karrierehöhepunkt
Paramount nutzte das Talent der Schauspielerin nicht im erhofften Umfang. Trotz Hauptrollen in Girls About Town und neben Miriam Hopkins in Ernst Lubitschs Komödie Ärger im Paradies beschränkten sich die meisten Auftritte von Francis auf Nebenrollen. Francis wirkte bis Ende 1931 in 21 Filmen mit, ohne den Durchbruch zum Star zu schaffen. Sie beschloss daher Anfang 1932, ihren Kollegen William Powell und Ruth Chatterton zu folgen, und wechselte von Paramount zu deutlich verbesserten Konditionen zur Konkurrenz Warner Brothers. Auch hier liefen die Dinge zunächst nicht wie geplant, und Francis fand sich Ende 1933 wieder auf dem Status einer Leading Lady neben Edward G. Robinson in I Loved a Woman reduziert. In Wonder Bar aus dem Folgejahr, der Verfilmung der gleichnamigen Broadwayshow von Al Jolson, dauerte ihr Auftritt lediglich sieben Minuten, obwohl sie als weiblicher Star neben Jolson über dem Titel angekündigt wurde. Erst mit dem Weggang von Ruth Chatterton Ende 1934 bekam Francis bessere Rollen. Mitte des Jahrzehnts war Kay Francis auf dem Höhepunkt ihrer Karriere und 1936 mit einem Jahresverdienst von 227.100 US-Dollar der höchstbezahlte weibliche Star des Studios. Dem hohen Einkommen stand zu diesem Zeitpunkt noch eine entsprechende Popularität an der Kinokasse gegenüber. Variety, das führende Branchenfachblatt, listete Francis auf Platz sechs der zehn beliebtesten weiblichen Filmstars, noch vor Joan Crawford und Jeanette MacDonald. Die Schauspielerin hatte zuletzt mit I Found Stella Parrish einen großen Erfolg an der Kinokasse, woraufhin das Studio ihren bestehenden Vertrag anpasste und Francis eine Wochengage von 5250 US-Dollar zahlte.
In ihren Filmrollen setzte das Studio Francis stets als selbstbewusste Frau ein, die gegen alle Widrigkeiten und Schicksalsschläge hinweg ihre Ziele verfolgt. In Mary Stevens, M. D. und Dr. Monica war Francis als erfolgreiche Ärztin zu sehen, Street of Women präsentierte sie als Modedesignerin und in Man Wanted verliebte sich Francis als überaus erfolgreiche Geschäftsfrau in ihren männlichen Sekretär. Selbst als Prostituierte in Mandalay blieb Francis immer selbstbestimmt und mutig. Die mitunter unglaubwürdigen Handlungsstränge und unlogischen Brüche in der Erzählstruktur überspielte die Schauspielerin mit einer ihr eigenen Abgeklärtheit. Jeanine Basinger fand auch hier eine griffige Formel, die spezielle Ausstrahlung von Francis zu erklären:

„Es ist eine Komplizenschaft, bei der sie sich ebenso wie der Zuschauer bewusst ist, dass die Handlung kompletten Unsinn darstellt.[…] Sie gleitet durch den Plot, als sei sie gerade auf dem Weg ins Ritz und weiß exakt, wie sie sich aufopfert und leidet, ohne dass der Zuschauer den unbändigen Drang verspürt, sie dafür umzubringen.“

### Zunehmender Misserfolg
Während die Filme von Kay Francis an Zugkraft verloren und unter schlechteren Drehbüchern litten, erfolgte ab Mitte der 1930er-Jahre der Aufstieg von Bette Davis zum Star. Sicher geglaubte Rollen wie in Drei Schwestern aus Montana, Juarez und Opfer einer großen Liebe gingen an Bette Davis. Im Jahr 1936 versuchte das Studio, Kay Francis als dramatische Schauspielerin zu etablieren, doch blieb The White Angel, eine Filmbiografie über Florence Nightingale, hinter den Erwartungen zurück. Weitere finanzielle Fehlschläge wie First Lady, Stolen Holiday und Another Dawn brachten der Schauspielerin schließlich einen Ruf als Kassengift ein, da ihre Filme mehr kosteten, als sie am Ende einspielten. Das Studio versuchte nach einem weiteren Misserfolg mit Confession schließlich, die Schauspielerin, die 1937 immer noch 209.000 US-Dollar verdiente, aus ihrem laufenden Vertrag herauszukaufen.
Anfang September 1937 eskalierte der bereits eine Zeitlang schwelende Konflikt mit dem Studio schließlich in einem Gerichtsverfahren. Offizieller Auslöser war die Weigerung des Studios, Francis entgegen vorherigen mündlichen Absprachen die Hauptrolle in der Verfilmung von Robert E. Sherwoods Broadwayerfolg Tovarich zu geben, und stattdessen Claudette Colbert zu verpflichten. Kay Francis zeigte sich jedoch bereits seit einiger Zeit unzufrieden mit der Qualität der Drehbücher, die sie vorgelegt bekam. Sie nahm den Bruch der Zusagen zum Anlass, das Studio auf vorzeitige Vertragsauflösung zu verklagen. Wie vor ihr bereits Bette Davis, die im Vorjahr vor einem englischen Gericht mit einer vergleichbaren Klage gescheitert war, sowie James Cagney beklagte Francis die ausbeuterischen Methoden des Managements und die fehlenden künstlerischen Entwicklungsmöglichkeiten. Nach einer turbulenten gerichtlichen Vorverhandlung mit gegenseitigen Vorwürfen zog Kay Francis jedoch völlig unerwartet am 15. September 1937 die Klage mit der Begründung zurück, es habe eine außergerichtliche Einigung gegeben. Darin verpflichtete sich Francis, in den nächsten zwölf Monaten weitere sechs Filme zu ihrer bisherigen Gage zu drehen.
Bette Davis, die wie erwähnt eigene Erfahrungen mit dem Studio gemacht hatte, erklärte später die für alle unerwartete Wendung mit angeblichen lesbischen Skandalen in Francis’ Privatleben.

„Ganz plötzlich wurde angekündigt, sie würde für die Restlaufzeit ihres Vertrags nur noch in B-Filmen auftreten. Das war absolut beispiellos und es wurde niemals ein Grund dafür genannt. […] Am Ende kochte alles auf eine andere Frau zusammen, in ihrem Schlafzimmer.“

Zwei Biographien von Francis sind allerdings skeptisch gegenüber der Aussage, zumal Francis, die über Jahrzehnte äußerst intime Tagebücher führte, dort eine endlose Anzahl von heterosexuellen Affären beschrieb. Explizite Hinweise auf lesbische Neigungen finden sich in ihren Aufzeichnungen nicht.
Das Studio setzte die Schauspielerin während der nächsten Monate einer Abfolge von ununterbrochenen Demütigungen aus, damit sie vorzeitig aus ihrem Vertrag ausstieg. Ihre Studiogarderobe, ein Bungalow mit fünf Räumen und einem Kamin, wurde praktisch über Nacht an Bette Davis weitergegeben und Francis musste sich mit den Statisten umkleiden. Sie wurde gezwungen, für Kameratests mit Neuanfängern zur Verfügung stehen. Zu einem Zeitpunkt sollte sie sogar die dritte Nebenrolle in einem B-Film von Boris Karloff übernehmen. Ihre Filme wurden nicht länger von Hal B. Wallis produziert. Statt Regisseuren wie Michael Curtiz und William Dieterle stand ihr jetzt Bryan Foy zur Verfügung. Das Budget ihrer Filme wurde drastisch gestrichen. Francis ertrug klaglos alle Versuche, sie zum Bruch der Vereinbarung zu treiben, allerdings um den Preis, dass ihre Karriere am Ende ruiniert war.

### Spätere Karriere und weiteres Leben

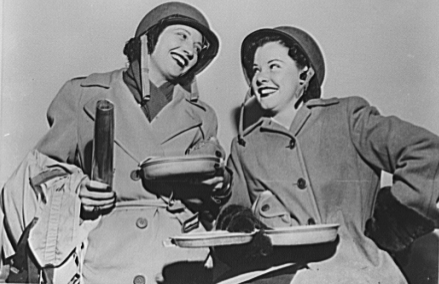
Kay Francis (links) mit Mitzi Mayfair bei einer Tournee für die USO

Die Schauspielerin war von den Auseinandersetzungen derart frustriert, dass sie im März 1939 in einem Interview unter der Überschrift I Can't Wait to be Forgotten für die Zeitschrift Photoplay ankündigte, sich ins Privatleben zurückzuziehen und hoffe, baldmöglichst vergessen zu werden. Francis ließ den Plan jedoch fallen und schaffte später im Jahr aufgrund ihrer Darstellung der kalten, manipulativen Ehefrau von Cary Grant, die dessen Glück mit Carole Lombard in Nur dem Namen nach zu verhindern sucht, ein vielbeachtetes Comeback. Bis 1946 trat sie weiter in Filmen auf, häufig auf den Rang einer Leading Lady reduziert. Zu den Auftritten zählten unter anderem die Rolle als Mutter in dem Deanna Durbin Film Nice Girl aus dem Jahr 1940 sowie im Folgejahr die zweite weibliche Hauptrolle neben Rosalind Russell und Don Ameche in der Komödie The Feminine Touch. Im selben Jahr spielte sie in einer Verfilmung von Charleys Tante mit Jack Benny.
Während des Zweiten Weltkriegs engagierte sie sich als Mitglied der USO intensiv bei der Truppenbetreuung. Mit Carole Landis, Martha Raye und Mitzi Mayfair tourte Kay Francis Ende 1943 für mehrere Monate durch Nordafrika und Europa. Die Erlebnisse der Schauspielerinnen gaben 1944 den sehr groben Rahmen für den Film Four Jills in a Jeep, in dem die vier sich selber spielen. Ihre drei letzten Filme produzierte Francis 1945/46 für die „Poverty Row“-Filmgesellschaft Monogram Pictures. Der heute bekannteste Film ist Allotment Wives, ein Film noir, der in der Handlung Parallelen zu Solange ein Herz schlägt aufweist. Parallel begann Francis, ihre Karriere als Bühnenschauspielerin wieder aufzunehmen. 1945 tourte sie quer durch die USA mit der Komödie Windy Hill, einem Stück von Patsy Ruth Miller, bei dem Ruth Chatterton Regie führte. Nach weiteren Tourneen und Stock-theater-Auftritten kehrte die Schauspielerin 1946 als Ersatz für Ruth Hussey in State of the Union an den Broadway zurück, um anschließend mit dem Stück für zwölf Monate auf Tournee zu gehen.
Im Jahr 1948 erlitt Francis einen schweren Unfall. Sie brach während einer Tournee nachts in einem Hotelzimmer im betrunkenen Zustand direkt über einem Heizlüfter ohnmächtig zusammen und zog sich schwerste Verbrennungen an den Oberschenkeln zu. Den Rest ihres Lebens hatte sie an den Folgen der Verletzungen zu leiden.
Bis Anfang 1954 arbeitete Francis regelmäßig im Tourneetheater, unterbrochen von gelegentlichen Auftritten im Fernsehen. Anschließend zog sich die Schauspielerin komplett aus der Öffentlichkeit zurück. Produzent Ross Hunter versuchte sie 1965 zu einem Comeback als Schwiegermutter von Lana Turner in dem Remake von Madame X zu bewegen, doch Kay Francis lehnte das Angebot ab. Nach ihrem Tod 1968 hinterließ sie den Großteil ihres Vermögens einer wohltätigen Organisation, die Blindenhunde ausbildet.
Die Schauspielerin war vier-, nach anderen Quellen fünfmal verheiratet, darunter mit dem Schauspieler Kenneth MacKenna. Sie unterhielt daneben zahlreiche kurzfristige Beziehungen mit Kollegen und Filmschaffenden, darunter mit Maurice Chevalier, Delmer Daves, Otto Preminger und Fritz Lang. 1937 kam sie durch ihre Affäre mit dem deutschen Raven Erik Freiherr von Barnekow, einem passionierten Flieger, der 1917 unter Staffelführer Kurt-Bertram von Döring im Jagdgeschwader 1 gedient hatte, in die Schlagzeilen.
Ein Stern auf dem Hollywood Walk of Fame, auf der Höhe 6766 Hollywood Boulevard, erinnert an die Schauspielerin.

## Filmografie
- 1929: Gentlemen of the Press
- 1929: The Cocoanuts
- 1929: Dangerous Curves
- 1929: Illusion
- 1929: The Marriage Playground
- 1929: Behind the Make-Up
- 1930: Street of Chance
- 1930: Paramount-Parade (Paramount on Parade)
- 1930: A Notorious Affair
- 1930: For the Defense
- 1930: Raffles
- 1930: Let’s Go Native
- 1930: The Virtuous Sin
- 1930: Passion Flower
- 1931: Scandal Sheet
- 1931: Ladies’ Man
- 1931: The Vice Squad
- 1931: Transgression
- 1931: Guilty Hands
- 1931: Verhängnis eines Tages (24 Hours)
- 1931: Girls About Town
- 1931: The False Madonna
- 1932: Verhaftung um Mitternacht (Strangers in Love)
- 1932: Man Wanted
- 1932: Street of Women
- 1932: Ein Dieb mit Klasse (Jewel Robbery)
- 1932: Reise ohne Wiederkehr (One Way Passage)
- 1932: Ärger im Paradies (Trouble in Paradise)
- 1932: Cynara
- 1933: The Keyhole
- 1933: Storm at Daybreak
- 1933: Mary Stevens, M. D.
- 1933: I Loved a Woman
- 1933: The House on 56th Street
- 1934: Mandalay
- 1934: Wonder Bar
- 1934: Dr. Monica
- 1934: British Agent
- 1935: Living on Velvet
- 1935: Stranded
- 1935: The Goose and the Gander
- 1935: I Found Stella Parrish
- 1936: The White Angel
- 1936: Der Erbe des Hauses Farrington (Give Me Your Heart)
- 1937: Stolen Holiday
- 1937: Another Dawn
- 1937: Confession
- 1937: First Lady
- 1938: Women Are Like That
- 1938: My Bill
- 1938: Secrets of an Actress
- 1938: Comet Over Broadway
- 1939: King of the Underworld
- 1939: Women in the Wind
- 1939: Nur dem Namen nach (In Name Only)
- 1940: It’s a Date
- 1940: Die Bande der Fünf (When the Daltons Rode)
- 1940: Little Men
- 1941: Play Girl
- 1941: The Man Who Lost Himself
- 1941: Charley’s Aunt
- 1941: The Feminine Touch
- 1942: Im Schatten des Herzens (Always in My Heart)
- 1942: Between Us Girls
- 1944: Four Jills in a Jeep
- 1945: Divorce (auch Produzentin)
- 1945: Allotment Wives (auch Produzentin)
- 1946: Wife Wanted (auch Produzentin)

## Fernsehauftritte
- 1950: This Is Show Business
- 1950: The Prudential Family Playhouse (Anthologie-Serie, Folge Call It a Day)
- 1951: Hollywood Screen Test
- 1951: Betty Crocker Star Matinee
- 1951: Lux Video Theatre (Anthologie-Serie, Folge Consider the Lillies)
- 1951: Toast of the Town
- 1951: Beat the Clock
- 1951: Frances Langford – Don Ameche Show
- 1951: Celebrity Time
- 1952: Toast of the Town
- 1952: Ken Murray Show
- 1952: The Stork Club
- 1953: Anyone Can Win
- 1954: Strike It Rich

## Bühnenauftritte (Auswahl)
- 1925: Hamlet
- 1926: The Chief Thing
- 1927: Crime
- 1927: Amateur Annie
- 1927: Venus
- 1928: Elmer the Great
- 1945: Windy Hill
- 1946: State of the Union (Broadway)
- 1947: State of the Union (US-Tour)
- 1948: The Last of Mrs. Cheyney
- 1948: Favourite Stranger
- 1949: Let Us Be Gay
- 1950: Goodbye, My Fancy
- 1950: Web and the Rock
- 1951: Let Us Be Gay
- 1951: Mirror, Mirror
- 1952–1953: Theatre
- 1954: Black Chiffon